# Tim Garland

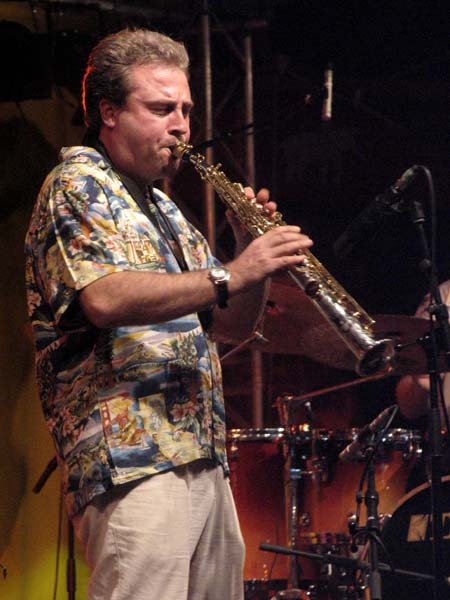
Tim Garland (Moers Festival 2004)

Tim Garland (* 19. Oktober 1966 in Ilford, London) ist ein britischer Musiker des Modern Jazz (Tenor- und Sopransaxophon, Bassklarinette,  Synthesizer) und Komponist.

## Leben und Wirken
Garland absolvierte an der Guildhall School of Music ein Kompositionsstudium. Er verfasste in dieser Zeit eine Suite und 1988 Points of the Curve, das auf dem gleichnamigen Album erschien. Dort präsentierte er sich erstmals als Saxophonist (er spielte das Instrument erst seit drei Monaten). 1990 war er als Mitglied der Band von Ronnie Scott auf Tournee in Großbritannien und Skandinavien. Mit dem Gitarristen Don Paterson gründete er die Ethno-Jazz-Gruppe Lammas, die 1991 ein Album vorlegte. Seit 1994 leitete er gemeinsam mit Gerard Presencer eine weitere Band, der die Projekte Dean Street Underground Orchestra, Storms/Nocturnes, Acoustic Triangle und letztlich das Lighthouse Project mit Gwilym Simcock und Asaf Sirkis folgten. Er arbeitete weiterhin mit Simon Hale, Jim Mullen, Johnny Dankworth, Anthony Kerr, Bill Bruford, Ralph Towner, John Taylor, Kenny Wheeler, Peter King, Chick Corea, Kinga Głyk und dem London Jazz Orchestra, für das er auch komponierte und arrangierte. Für das London Symphony Orchestra und andere Klangkörper schrieb er eine Reihe von Instrumentalkonzerten, die dem Third Stream zugerechnet werden. Daneben schrieb er Chorwerke und Filmmusik.

## Preise und Auszeichnungen
1989 wurde Garland von der BBC mit einem Solisten-Preis ausgezeichnet. Sein Ensemble Lammas erhielt 1993 den British Jazz Award als beste Gruppe. 2006 erklärte ihn das Parliamentary Jazz Society Vote zum Musiker des Jahres. Das von ihm orchestrierte Album The New Chrystall Silence von Corea und Gary Burton erhielt 2009 einen Grammy als bestes Instrumentalalbum des Jazz.

## Diskographische Hinweise
- Points of the Curve (1988, mit Paul Dias-Jayashina, Robin Aspland, Howard Britz und Mark Fletcher)
- Lamma This Morning (1993, mit Don Paterson, Christine Tobin, Steafan Hannigan, Mark Fletcher)
- Weather Walker (2018, mit Jason Rebello bzw. Pablo Held, Yuri Goloubev, sowie Streichorchester oder Kammerorchester)[3]
- Tim Garland & Jason Rebello: Life to Life (2022)
- Moment of Departure (2024)

## Lexigraphische Artikel
- Ian Carr, Digby Fairweather, Brian Priestley: Rough Guide Jazz. Der ultimative Führer zur Jazzmusik. 1700 Künstler und Bands von den Anfängen bis heute. Metzler, Stuttgart/Weimar 1999, ISBN 3-476-01584-X.